# Ferdinand Minnaert
Ferdinand Minnaert (Gent, 27 november 1887 - 26 augustus 1975) was een Belgisch senator.

## Levensloop
De metaalbewerker Minnaert sloot zich aan bij de Kommunistische Partij van België. Hij was een goed turner en nam deel aan de Olympische Spelen 1920 in Antwerpen. De Belgische ploeg voor groepsgymnastiek behaalde een zilveren medaille.
Van 1926 tot 1952 was hij gemeenteraadslid van Gent. Hij werd voorzitter van de communistische afdeling in Gent. In 1933 ging hij op reis in de Sovjet-Unie en keerde met foto's terug die hij in een fotoalbum bewaarde. De onderwerpen van de 49 door hem gemaakte foto's waren bibliotheken, cafetaria, sociale clubs, theaters, die moesten aantonen hoe goed de arbeiders het in de Sovjet-Unie hadden. (Het album werd circa 2010 voor 175 euro te koop aangeboden door Antiquariaat W. de Goeij in Antwerpen.)
In 1936 werd hij communistisch gecoöpteerd senator tot in 1939. In 1937 behoorde hij, met Bert Van Hoorick en René Dillen tot de stichters van de Vlaamse afdeling van de communistische partij. Hij had een reputatie van goede redenaar, die in de volkswijken straatmeetings hield en, staande op een stoel, de toehoorders toesprak in een eenvoudige, directe taal.
Op 10 mei behoorde hij tot de communisten die als verdachten werden opgepakt en naar Frankrijk gevoerd. Het niet-aanvalspact gesloten tussen Duitsland en de Sovjet-Unie, maakte immers van de Moskougetrouwe communisten potentiële bondgenoten van de nazi's.
Eenmaal de oorlog tussen beide landen werd ontketend, stapte Minnaert in het Verzet, meer bepaald in het Onafhankelijkheidsfront. Hij werd bijna onmiddellijk, op 17 juli 1941, opgepakt en opgesloten eerst in Breendonk, vervolgens in Mauthausen, waar hij bijna vier jaar vastzat. Zijn overleven werd toegeschreven aan de discipline waaraan hij zich als getrainde turner had weten te houden.
In april 1945 was hij terug in Gent en hernam zijn activiteiten. In 1946 voerde hij de lijst aan voor zijn partij bij de gemeenteraadsverkiezingen en werd weer verkozen. Hij werd ook opnieuw gecoöpteerd senator, een mandaat dat hij vervulde tot in 1949. Ook zijn zoon, Emile Minnaert was actief in de communistische partij.
Een gedeelte van zijn bibliotheek werd in 1990 geschonken aan het AMSAB - Instituut voor Sociale Geschiedenis.